# Ernst Vierkötter

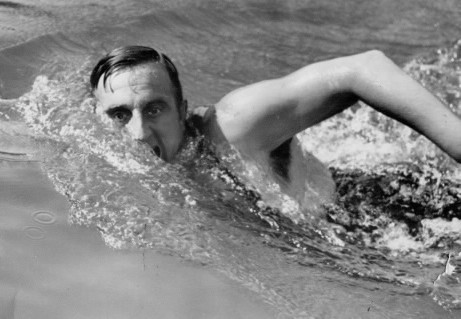
Ernst Vierkötter, 1936

Ernst Vierkötter (* 14. August 1901 in Köln; † 13. Dezember 1967 in Toronto, Kanada) profilierte sich in den 1920er Jahren als deutscher Langstreckenschwimmer und war 20 Jahre lang Rekordhalter beim Durchschwimmen des Ärmelkanals.
Ernst Vierkötter war Sohn eines Bäckers. Nach seinem Schulbesuch studierte er für zwei Jahre an der Kölner Universität für eine Ministeriumslaufbahn. 1922 wurde er überraschend Deutscher Schwimmmeister im 500-m-Freistil-Wettbewerb. Als 26-Jähriger gelang ihm am 30. August 1926 in 12:42 h von Frankreich aus die Überquerung des 32 Kilometer breiten Ärmelkanals.
Dieser Erfolg ermunterte Vierkötter, an weiteren Wettbewerben, für die in Nordamerika Preisgelder winkten, teilzunehmen. Er belegte dort in mehreren Schwimmwettkämpfen über Langstrecken in Kanada vordere Plätze, so
- im Juli 1927 Platz 2 beim Marathonschwimmen im Lake George. Er gab in dieser Position kurz vor dem Ziel auf.
- am 31. August 1927 Platz 1 beim Marathonschwimmen in Toronto. Die Distanz von 21 Meilen bewältigte er in 11:45 Stunden und erhielt dafür ein Preisgeld von 30.000 US-Dollar.
- 1928 Platz 2 beim Marathonschwimmen in Toronto in der auf 15 Meilen verkürzten Strecke.
- 1929 erneut Platz 2 beim Marathonschwimmen in Toronto.
- 1930 Platz 5 beim selben Wettbewerb.

Vierkötter, der drei Sprachen beherrschte, blieb in Kanada und baute sich mit dem Preisgeld eine Existenz mit einer Schwimmschule in Toronto auf.
1927 ehrten ihn die Berliner Sportjournalisten mit ihrem "Goldenen Band".